# José Torres Cadena
José Joaquin Torres Cadena (ur. 15 lipca 1952) – kolumbijski sędzia piłkarski.

## Kariera
Prowadził cztery mecze podczas finałów Mistrzostw Świata w 1994 roku, w tym ćwierćfinał pomiędzy Bułgarią, a Niemcami (2:1) oraz półfinał Brazylia – Szwecja (1:0). W spotkaniu półfinałowym, przy stanie 0:0, pokazał czerwoną kartkę kapitanowi Szwedów Jonasowi Thernowi za brutalny faul na Dundze.
Pozostałe dwa mecze sędziowane przez Torresa rozegrano w fazie grupowej; Belgia – Maroko (1:0) oraz Irlandia – Norwegia (0:0).
Był także arbitrem podczas Igrzysk Olimpijskich w Barcelonie, gdzie sędziował mecz finałowy Hiszpania – Polska (3:2), oraz dwa spotkania grupowe Szwecja – Maroko (4:0) i Ghana – Meksyk (1:1).